# Parco nazionale della Montagna d'Ambra
Il parco nazionale della Montagna d'Ambra è un'area naturale protetta del Madagascar. Si trova all'estremo settentrionale dell'isola, nella provincia di Antsiranana, 40 km a sud del capoluogo Diego Suarez.

## Territorio
Il parco, che sorge a breve distanza dal comune di Ambohitra, ha un'area di 18.200 ettari che si sviluppano attorno all'omonimo massiccio vulcanico (1474 m), ricoperti, soprattutto sul versante settentrionale, da una lussureggiante foresta pluviale, con aree, sul versante meridionale, di foresta decidua secca.

Nel parco è presente un piccolo lago vulcanico e numerosi corsi d'acqua, che danno luogo a numerose cascate.

I gruppi etnici presenti sul territorio sono i Sakalava e gli Antankarana.

## Flora

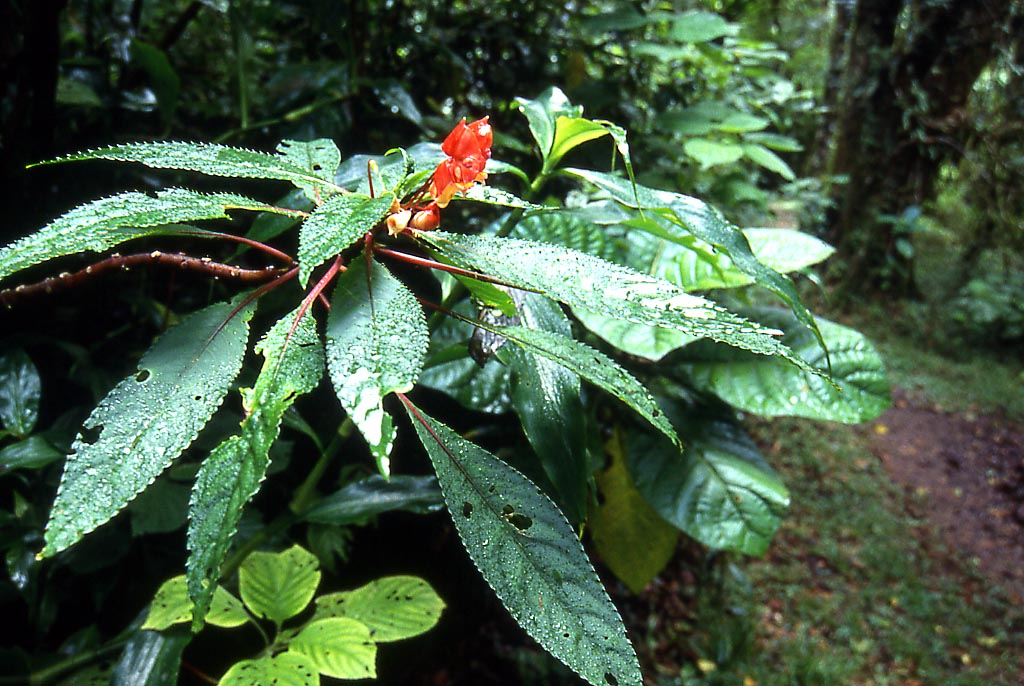
La foresta pluviale del parco.

Nella foresta pluviale del parco, lussureggiante per le abbondanti precipitazioni, sono state censite oltre 1000 specie vegetali.
Tra le specie arboree presenti vi sono il palissandro (Dalbergia  spp.), il ramy (Canarium madagascariense) ed inoltre Chrysophyllum spp., Pandanus spp., felci arborescenti e diverse specie di palme. Merita infine di essere menzionata la presenza di alcuni esemplari del raro baobab di Perrier (Adansonia perrieri).

Numerose le specie epifite tra cui meritano un cenno la felce Asplenium nidus e diverse specie di orchidee (Aerangis spp., Angraecum eburneum, Angraecum bicallosum, Angraecum conchoglossum, Bulbophyllum spp., ).

## Fauna

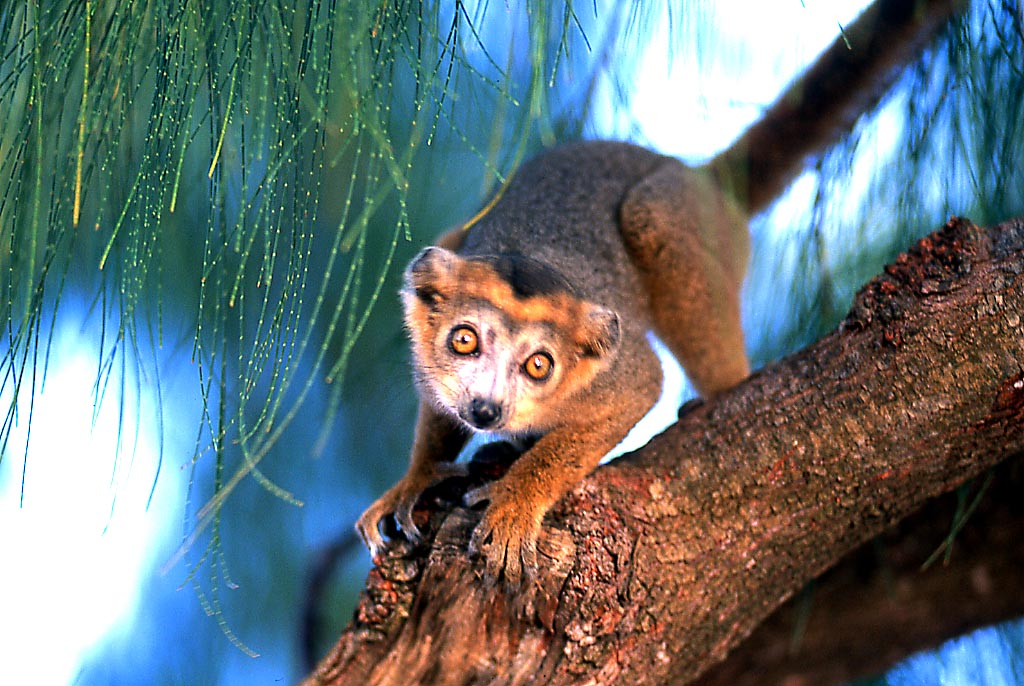
Lemure coronato
(Eulemur coronatus)

Tra i mammiferi presenti nel parco vi sono diverse specie di lemuri tra cui il lemure coronato (Eulemur coronatus) e il lemure di Sanford (Eulemur sanfordi) sono abbastanza facilmente osservabili durante il giorno. Tra le specie con abitudini notturne vi sono invece il valuvi della Montagna d'Ambra (Phaner electromontis), il microcebo rosso (Microcebus rufus), il chirogaleo maggiore (Cheirogaleus major), il lepilemure di Ankarana (Lepilemur ankaranensis), il microcebo di Arnhold (Microcebus arnholdi) e l'aye-aye (Daubentonia madagascariensis).

Piuttosto comune la mangusta dalla coda cerchiata (Galidia elegans).
Nel parco vivono 77 specie di uccelli tra cui meritano di essere segnalati l'ibis crestato (Lophotibis cristata), il martin pescatore malachite del Madagascar (Corythornis vintsioides) e il barbagianni del Madagascar (Tyto soumagnei).
Numerosi gli endemismi tra i rettili e gli anfibi; tra i primi meritano una menzione i camaleonti Brookesia ambreensis, Brookesia ebenaui, Calumma amber, Calumma boettgeri e Furcifer pardalis e i gechi Paroedura stumpffi, Phelsuma grandis e Uroplatus giganteus; tra le rane si segnalano Aglyptodactylus madagascariensis, Boophis baetkei, Boophis blommersae,  Boophis brachychir e Heterixalus carbonei.

## Strutture ricettive
Ad Ambohitra esiste un centro informazioni dell'ANGAP (Association Nationale pour la Gestion des Aires Protégées) dove è possibile avere informazioni e acquistare cartine del parco.
All'ingresso del parco, a circa 3 km da Ambohitra, esiste un centro visitatori dove è possibile organizzare visite guidate.
Il parco ha una rete di 20 km di sentieri agevolmente percorribili a piedi.
Ambohitra offre modeste possibilità di alloggio. Esiste un camping nei pressi dell'ingresso del parco.

## Punti di interesse
- Grande Cascade - una cascata alta 80 m ai cui piedi si trova una grotta circondata dalla foresta pluviale
- Cascade des Rousettes o Petite Cascade - una piccola cascata ai cui piedi si trova una piscina naturale circondata da rocce ricoperte di felci
- Lac Maudit - lago di montagna poco al di sotto della vetta della Montagna d'Ambra
- Petit Lac - un piccolo lago vulcanico